# Indienne (tissu)
Pour les articles homonymes, voir Indienne.

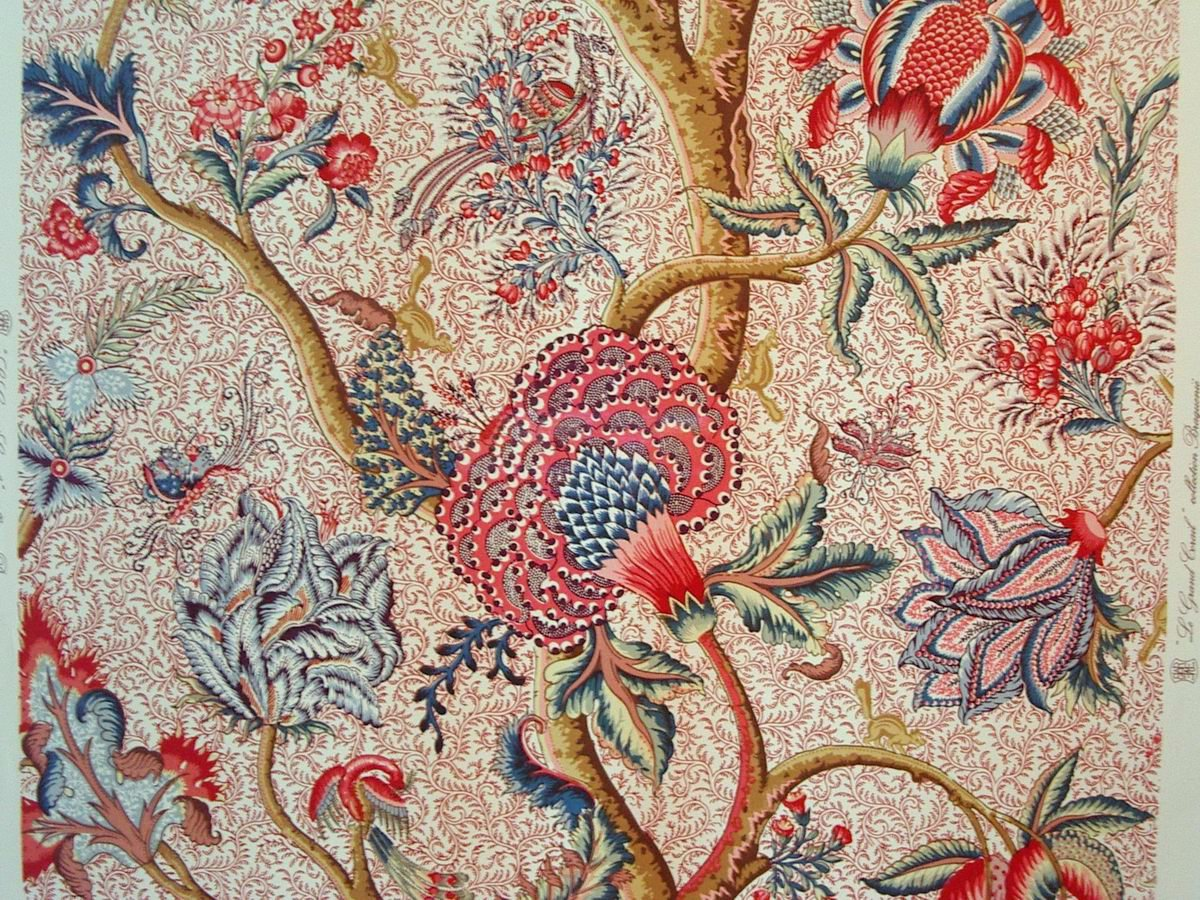
Indienne, musée du textile de Wesserling, Alsace.

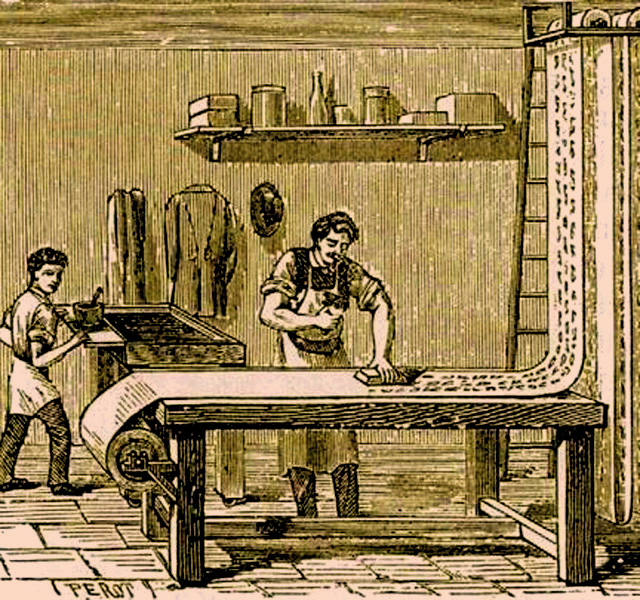
Indienneur imprimant un tissu à la main.

Une indienne est un tissu peint ou imprimé fabriqué en Europe entre le XVIIe et le XIXe siècle.
Ces tissus sont généralement dans les tons de rouge à cause de la plante utilisée pour sa teinture, la garance dont on utilise la racine.

## Origine
Ces étoffes doivent leur nom au fait qu'elles étaient initialement importées des comptoirs des Indes. Elles connaissent un grand succès au XVIe siècle. Elles apparaissent  à Venise en 1570, à Marseille en 1575. Ces toiles peintes, indiennes ou perses, répondant aux noms de madras, Pékin, Gourances, Damas ou Cirsacs étaient strictement interdites à l'importation à partir du XVIIe siècle.
Par la suite, les Marseillais se mettent à produire eux-mêmes ces tissus en 1660 qui prennent alors le nom d'indiennes de Marseille. En plus de Marseille, les principales manufactures d'indiennes de France se trouvent à Nantes, Nîmes, Mulhouse, Claye-Souilly, Jouy-en-Josas, Rouen, Bourg-lès-Valence, Bolbec…
Le même phénomène est perceptible en Suisse, où Glaris développe des indiennes réputées, de même que Genève ou Neuchâtel.
Le plus célèbre entrepreneur d'indiennage est Christophe-Philippe Oberkampf créateur de sa manufacture en 1760 à Jouy-en-Josas en région parisienne.

## Contrebande

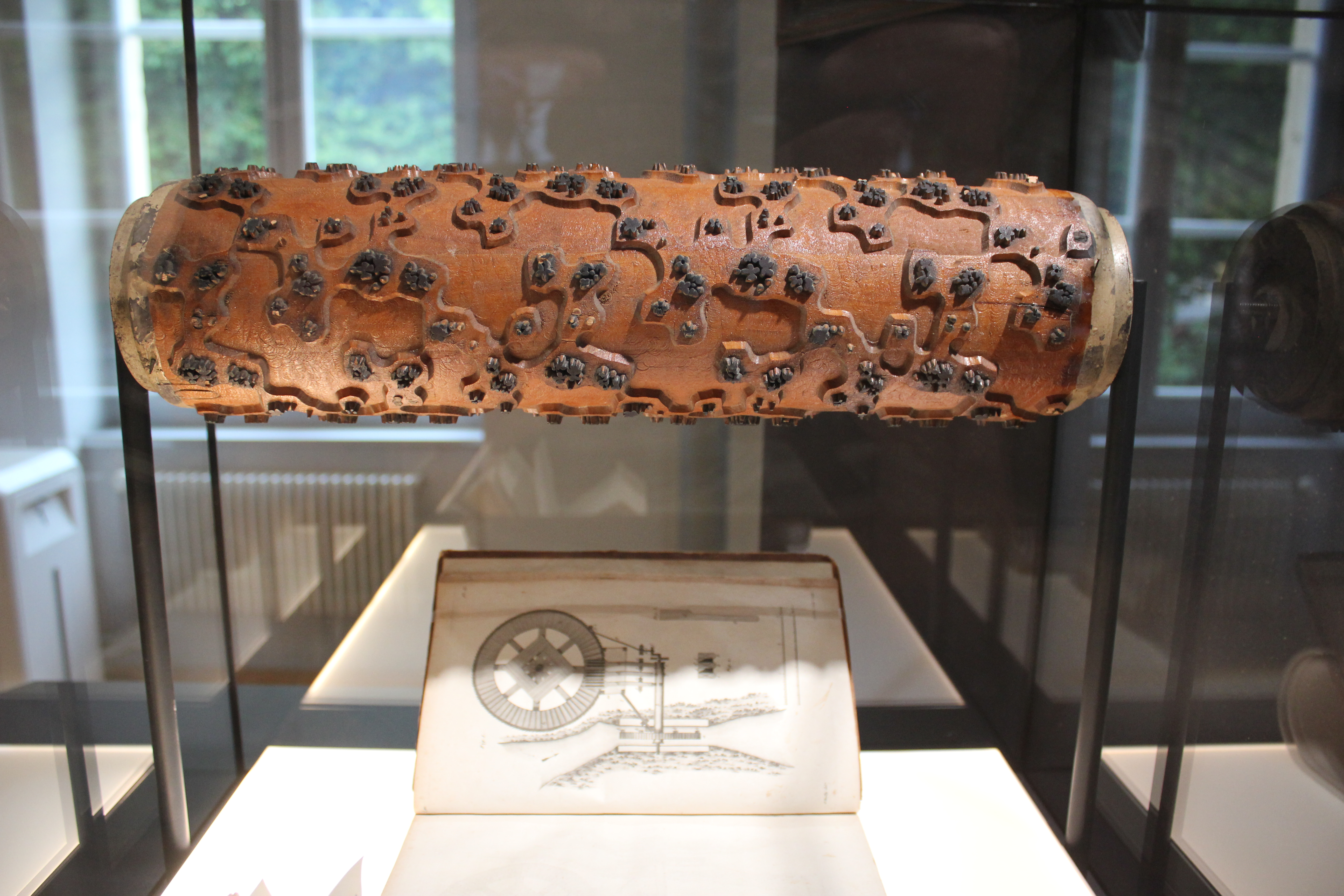
Rouleau d'impression pour l'imprimerie industrielle d'indienne, 1900-1930.

L'interdiction de ces tissus est décrétée par Louvois en 1686. Elle manifeste pour le pouvoir en place la volonté d'assurer la protection des manufactures françaises, soieries lyonnaises en tête.
En dépit d'édits royaux prohibant la libre circulation des tissus exotiques et punissant sévèrement (en théorie) toute personne portant en public ces étoffes, la bourgeoisie et bientôt le peuple s'enflammèrent pour cette nouveauté. Tout au long des côtes (par exemple dans la baie de Bourgneuf), et aussi sur les îles anglo-normandes des Minquiers et des Écréhou, les capitaines français remplissaient leurs cales de toiles imprimées fabriquées en Angleterre. Ces imitations réussies étaient moins chères et permettaient de gros bénéfices.
Ce trafic continuait en terre, par exemple : 
« Le trois mars mille sept cent cinquante cinq a été par nous Curé de cette paroisse baptisée une fille née du  jour en la Cotantinière d'une femme passante qui a dit que son mari père de l'enfant est mercier détenu à Dinan pour  avoir voulu passer de l'indienne [;]  il s'appelle René Martin  et la mère Marie Le Roy qui dit qu'ils sont de la paroisse  de St Maurille de Tours, elle a été nommée Susanne par Jean Le Tessier et Susanne Le Tessier parrain et marraine  qui ont dit ne signer. Rousseau C. » [citation nécessaire]
En 1746, la manufacture d'indiennes Koechlin Schmaltzer Dollfus & Cie est créée dans la République de Mulhouse qui n'est alors pas encore rattachée à la France. Les indiennes peuvent ainsi y être produites sans contraintes. L'interdiction fut levée en 1759 par un décret de Louis XV concernant la prohibition sur la fabrication et la commercialisation des indiennes dans le Royaume. La détention constituait simplement une fraude sur les droits de circulation des marchandises. Nantes devient la capitale de l'indiennage avec plusieurs manufactures, la contrebande continue néanmoins.